# Faith (film 1919 Samuelson)
Faith è un film muto del 1919 di cui non si conosce il nome del regista. Prodotto dalla G.B. Samuelson Productions, fu sceneggiato da Roland Pertwee e G.B. Samuelson.

## Produzione
Il film fu prodotto dalla G.B. Samuelson Productions.

## Distribuzione
Distribuito dalla Granger.